# 1427
Пізнє Середньовіччя •  Відродження •  Реконкіста •  Ганза •  Столітня війна •  Гуситські війни

## Геополітична ситуація
Османську державу очолює Мурад II (до 1444). Імператором Візантії є Іоанн VIII Палеолог (до 1448), а королем Німеччини Сигізмунд I Люксембург (до 1437). За французький трон борються англійський король Генріх VI та французький дофін Карл VII.
Апеннінський півострів розділений: північ належить Священній Римській імперії, середню частину займає Папська область, південь належить Неаполітанському королівству. Деякі міста півночі: Венеція, Флоренція, Генуя тощо, мають статус міст-республік.
Майже весь Піренейський півострів займають християнські Кастилія і Леон, де править Хуан II (до 1454), Арагонське королівство на чолі з Альфонсо V Великодушним (до 1458) та Португалія, де королює Жуан I Великий (до 1433). Під владою маврів залишилися тільки землі на самому півдні.
Генріх VI є королем Англії (до 1461). У Кальмарській унії (Норвегії, Данії та Швеції) королює Ерік Померанський. В Угорщині править Сигізмунд I Люксембург (до 1437). Королем польсько-литовської держави є Владислав II Ягайло (до 1434). У Великому князівстві Литовському княжить Вітовт.
Частина руських земель перебуває під владою Золотої Орди. Галичина входить до складу Польщі. Волинь належить Великому князівству Литовському. Московське князівство очолює Василь II Темний.
На заході євразійських степів править Золота Орда. У Єгипті панують мамлюки, а Мариніди — у Магрибі. У Китаї править династія Мін. Значними державами Індостану є Делійський султанат, Бахмані, Віджаянагара. В Японії триває період Муроматі.
Цивілізація мая переживає посткласичний період. У долині Мехіко склалася держава ацтеків, де править Чимальпопока (до 1428). Почала зароджуватися цивілізація інків.

## Події
- Гусити здобули перемогу над хрестоносцями в битві біля Тахова. Четвертий хрестовий похід проти гуситів зазнав поразки.
- Венеція відбила у Мілана Бергамо.
- Португальський мореплавець Діогу де Сілвіш відкрив Азорські острови.
- Візантійський флот завдав поразки флоту деспота Епіру Карло I Токко в битві біля Ехінад. Це була остання морська звитяга Візантії.
- Канцлером Флорентійської республіки став гуманіст Леонардо Бруні.
- У Турині підписано угоду між Міланським та Савойським герцогством. П'ємонт став частиною Савої.
- Сербську деспотовину очолив Джурадж Бранкович.
- Тлатоані Теночтітлана Чимальпопока потрапив у полон до правителя Ацкапотцалько Макстли.

## Народились
- Антоніо Росселліно, італійський скульптор, брат скульптора Бернардо Росселліно (1409—1464).